# Wolfe City
Wolfe City is een plaats (city) in de Amerikaanse staat Texas, en valt bestuurlijk gezien onder Hunt County.

## Demografie
Bij de volkstelling in 2000 werd het aantal inwoners vastgesteld op 1566.
In 2006 is het aantal inwoners door het United States Census Bureau geschat op 1649, een stijging van 83 (5.3%).

## Geografie
Volgens het United States Census Bureau beslaat de plaats een oppervlakte van
3,9 km², waarvan 3,7 km² land en 0,2 km² water. Wolfe City ligt op ongeveer 184 m boven zeeniveau.

## Plaatsen in de nabije omgeving
De onderstaande figuur toont nabijgelegen plaatsen in een straal van 20 km rond Wolfe City.